# 枡

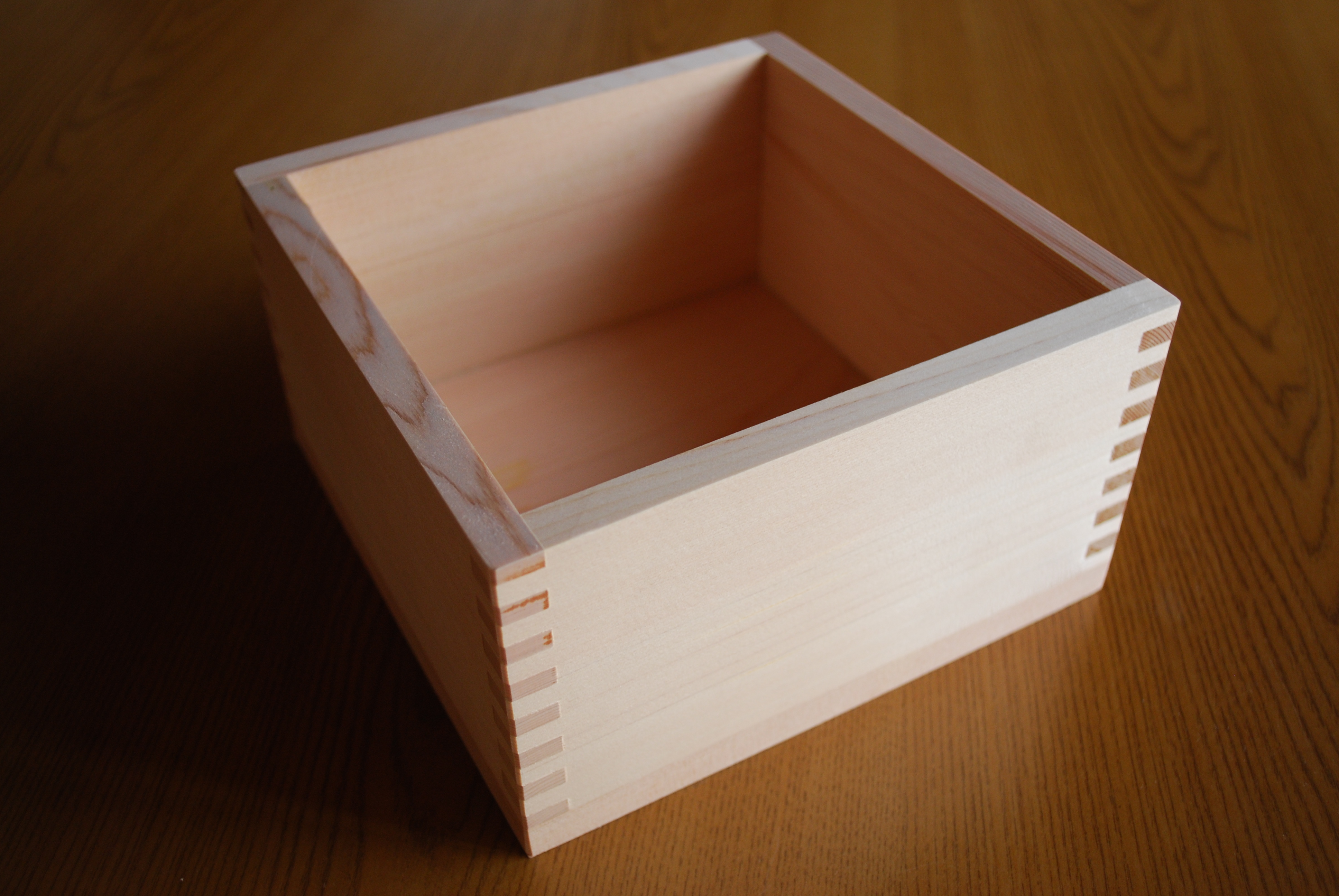
一升枡

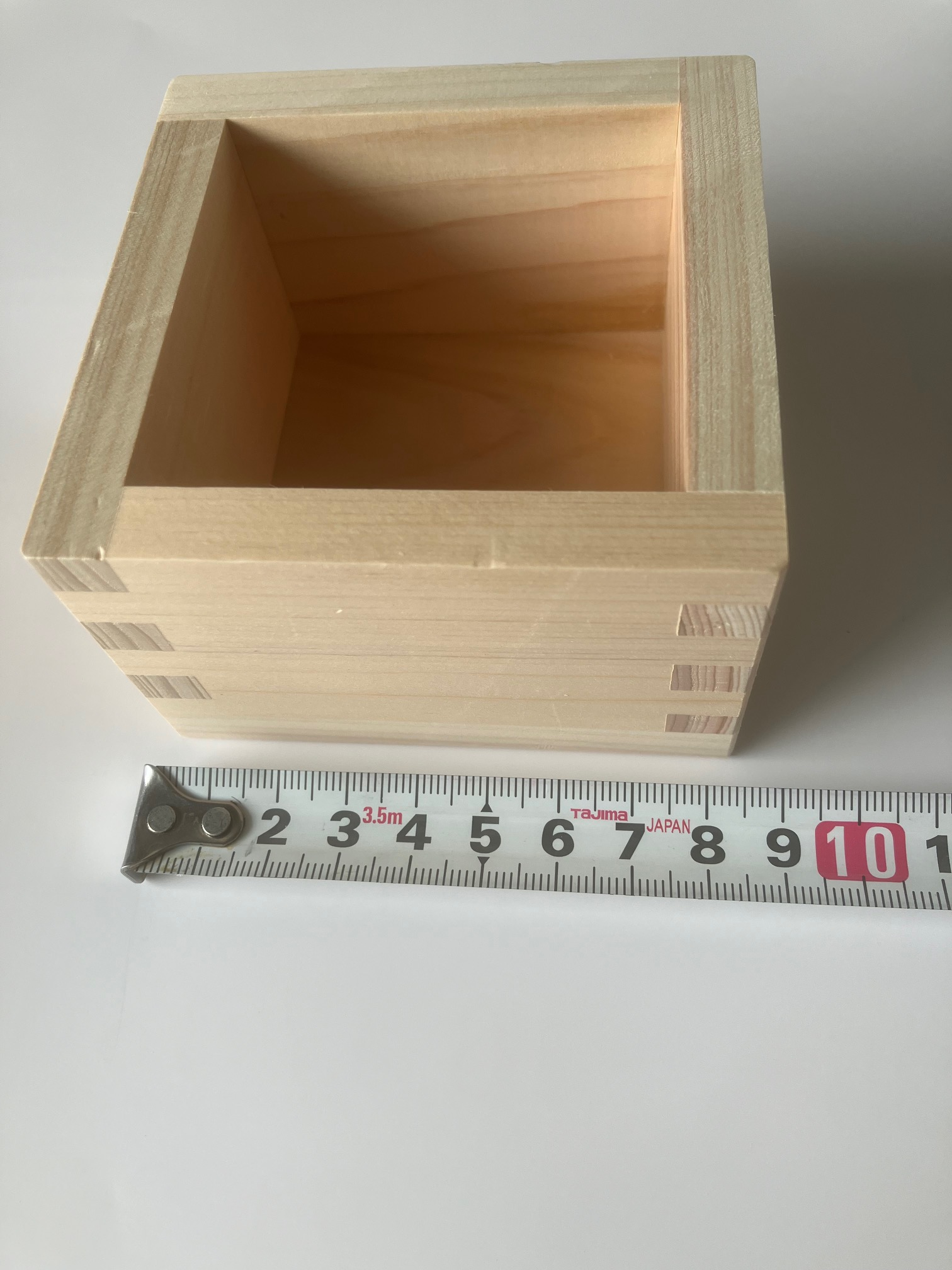
一合枡

枡（ます）は、体積を計量するための測定器。主として、尺貫法の単位である「合」「升」「斗」を量るために利用される。
なお、「枡」は祝枡など日本酒を飲むための「酒枡」や節分用の豆を入れるための「節分枡」など計量を目的としない四角形の容器を指すこともあるが、以下、この項目では主に計量用の枡について述べる。

## 歴史
古くから枡は存在したが、中世の混乱期には枡の規格が不統一となり、領主が多くの年貢を取ることを目的として、年貢を徴収・収納する際に用いる返抄枡（へんしょうます）・収納枡（しゅうのうます）と支払・給付用に用いる下行枡（げぎょうます）の2種類を用意しておくこと、ある特定量分とされている返抄枡より同一単位量とされている下行枡の方が実際の容量が小さくすることが、一般的に行われていたのである。高野山領のとある荘園においては、返抄枡1斗分の米をそのまま下行枡に移し変えると、実際には同じ量にもかかわらず斗目（1斗を示す間隔・位置）が小さくなるために1斗7升と計量された（つまり7/17を1斗からはみ出した分として自己の手中に回収することが可能となる）といわれている（『鎌倉遺文』高野山文書）。なお、元の枡より移し変えた枡の斗目が大きくなる場合には「延（びる、一字表記の場合には「のび」）」、逆に小さくなる場合には「縮（む、一字表記の場合には「ちぢみ」）」と呼んだ。
織田信長は当時京都で通用していた十合枡に奉行の印を押させて公定の枡と定め、豊臣政権もこれを継承した（京枡）。江戸幕府は1669年に京枡を元にして新たな枡の統一規格を制定（新京枡）し、これが現在まで続く枡の規格の基礎となっている。ただし、各地の領主は少しでも多く年貢を徴収することを目的として、小売商は販売量を少なくごまかす事を目的として、規格に適合しない枡を恒常的に利用していたと言われている。しかし江戸時代に入ると、枡を含めた不正な計量器の製作や使用は江戸幕府によって厳しく禁止され、違反者は獄門の極刑にされることになった。
枡の不正は大正年間にもみられ、1915年（大正4年）3月12日には東京市にて不正枡の一斉摘発が行われ52人が検挙、1917年（大正6年）7月20日には683人が検挙されている。
「升」などの体積の単位は枡から逆算されたものであり、「升」の体積に適合するように「一升枡」が作られたのではなく、「一升枡」で量った体積を「一升」と呼んでいた。このため、正確な計量は枡の適否にかかっており、偽の枡を製造販売することは上記のように江戸時代には重罪とされていた。しかし、実際には偽の枡は広く用いられていた形跡があり、また一部の藩では独自の枡（藩枡）を作っていたが、その中には藩ぐるみで不正を行っていた場合もあったようである。結局、規格だけは有ったものの幕府の努力とは裏腹に江戸時代が終焉するまで枡の全国統一は出来なかったと言われている。

## 種類

### 穀用
1合、2合5勺、5合、1升、5升、7升および1斗で、5合以上のものには計量時に容器上面より盛り上がった分を縁にそって平らに掻きならす基準とするために、縁金具と口縁の対角線にそって鉄の細い棒である弦鉄（つるがね）・鉉（つる）が付けけられ、弦掛け枡（つるかけます）と呼んだ。この弦鉄の体積は容量に見込まれていなかった。したがって穀用は正規の体積より弦鉄分だけ小さいのであるが明治政府はこれに気がついて深さをわずかに1厘増した。したがって明治以後の穀用一升枡は方4寸9分，深さ2寸7分1厘であり、穀用5合以上のものの寸法は江戸時代のものと差がある。
その掻き慣らして摺り切る棒を斗掻・概（とかき）、斗概（とがい）、斗棒（とぼう）、升掻・枡掻（ますかき）などといい、枡の大きさごとに寸法がきめられていた。

### 液用
1合、2合5勺（一杯枡）、5合、1升だけで金具を用いないのでこれを生地枡（きじます、木地枡）、また水枡と呼んだ。

## 規格
一斗枡（約18.039リットル）
一尺五分（約31.82cm）四方、深さ五寸八分八厘（約17.82cm）
五升枡（約9.02リットル）
八寸三分四厘（約25.27cm）四方、深さ四寸六分六厘（約14.12cm）
一升枡（約1.804リットル）
四寸九分（約14.85cm）四方、深さ二寸七分（約8.18cm）
五合枡（約0.9リットル）
三寸九分六厘（約12cm）四方、深さ二寸六厘七毛（約6.26cm）